# Hemiscyllium galei
Hemiscyllium galei (conocido vulgarmente como tiburón caminador) es una especie de elasmobranquio orectolobiforme de la familia Hemiscylliidae. Fue descubierta en 2006 en la Bahía Cenderawasih (Indonesia).
Habita en Indonesia (Papua) y en el Océano Pacífico.